# Falguière metróállomás
A Falguière egy metróállomás Franciaországban, Párizsban a párizsi metró 12-es metróvonalán. Tulajdonosa és üzemeltetője a RATP.

## Metróvonalak
Az állomást az alábbi metróvonalak érintik:
- 12-es metróvonal

## Kapcsolódó állomások
A metróállomáshoz az alábbi állomások vannak a legközelebb:
- Montparnasse – Bienvenüe (Mairie d’Aubervilliers, 12-es metróvonal)
- Pasteur (Mairie d’Issy, 12-es metróvonal)